# 아이스하키
아이스하키(ice hockey, 문화어: 빙상호케이)는 구기 종목 중 하나이다. 빙구(氷球)라고 부르기도 한다. 장비는 목 보호대, 가슴과 어깨 보호대, 팔꿈치 보호대, 정강이 보호대, 스케이트, 스틱, 퍽이고 골텐더는 보통 선수보다 6kg 이상 더 무거운 장비를 착용하는데, 골텐더용 스틱 (골텐더 전용 스틱), 가슴 보호대, 헬멧, 스케이트 등이다. 한 팀에 골리 1명, 수비수 2명, 공격수 3명이 있어야 하는데 계속 선수를 교체해 줘야 해서 22명의 선수가 필요하며, 20분을 1 피리어드로 하여 3 피리어드, 1시간이 소요되는 경기를 한다. 피리어드 사이에는 15분의 휴식 시간이 있다.

## 역사
아이스하키의 기원은 영국 및 네덜란드에서 실시되고 있던 밴디(bandy)라는 경기이다. 밴디에서 사용되었던 링크는 필드하키처럼 넓었으며 경기자수도 팀당 11명으로 필드하키를 그대로 빙상으로 옮긴 것에 가까웠다. 이 경기가 캐나다로 전해져, 1860년 로열 캐나디언 라이플스 연대 병사들이 킹스턴의 빙원(氷原)에서 처음으로 퍽을 사용해서 시합을 하였다. 기원에 대해서는 그 밖에 스코틀랜드의 니시, 혹은 아일랜드의 허링이라는 설도 있다.
현대적인 형태의 아이스하키 경기는 1875년 3월 3일 제임스 크레이튼을 비롯한 맥길 대학교 학생들이 몬트리올의 빅토리아 스케이트 링크에서 시작한 것이 그 시초다. 1877년 크레이튼과 맥길 대학교 학생들은 아이스하키의 경기 규칙을 만들었으며, 최초의 하키 클럽인 맥길 대학교 하키클럽이 1877년 창설되었다. 이후 1879년 여름, 맥길 대학교 학생이었던 W. 로버트슨이 영국에서 필드하키 경기를 자세히 관찰하고 귀국한 뒤 동료였던 R. F. 스미스와 의논하여 필드하키와 럭비의 조합이라는 아이디어를 바탕으로 아이스하키의 규칙을 고안하였다. 이 규칙에 의하면 경기 인원은 팀당 9명이었으며 종래의 사각 평면반(平面盤) 퍽 대신 원형 러버퍽이 사용되었다. 그 후에도 규칙의 연구 및 합리화가 계속되었으며, 팀의 구성은 7명이 되었다가 이윽고 오늘날과 같이 6명이 되었다. 또한 링크 면적을 축소시키고, 그 주변은 일정한 높이의 펜스로 둘러쌌으며, 스틱과 퍽도 개량되어 경기의 전개가 한층 빨라졌다. 1886년에는 캐나다 아마추어 하키 연맹이 만들어졌고, 1920년에 동계 올림픽의 정식 종목으로 채택된 이후로 아이스하키는 캐나다에서 가장 사랑 받는 동계 스포츠 종목이 되었다.
유럽에서는 오스트리아, 독일, 영국 등에 빠르게 확산되었고, 1908년 프랑스인 마그나스의 제안으로 국제아이스하키연맹(IIHF)이 설립되었다. 가맹국은 프랑스, 체코, 영국, 스위스, 벨기에 등이었다.
오늘날 세계의 아이스하키는 크게 북미와 유럽, 아시아 지역으로 구분된다. 북미 아이스하키는 미국과 캐나다로 대표되며, 유럽은 스웨덴, 핀란드, 스위스, 오스트리아 등의 서방 국가들과 러시아, 체코 등의 동구권 국가들로 구성되어 있으며, 아시아 지역에서는 북한, 일본, 중국, 카자흐스탄, 대한민국 등이 주도하고 있다.
특히 캐나다, 미국, 러시아, 체코, 스웨덴, 핀란드 이렇게 6개 아이스하키 강국을 빅6(Big Six)라고도 부른다.
프로 아이스하키는 1917년 미국과 캐나다에서 내셔널 하키 리그(NHL)가 출범하면서 시작되었다. 스탠리 컵 대회라고도 불리는 NHL은 몬트리올 캐나디언즈, 몬트리올 원더러즈, 오타와 세네터즈, 토론토 에리어즈 4개팀으로 출발하여, 2020년 기준으로는 총 31개 구단으로 발전되었다. 오늘날 NFL, MLB, NBA와 함께 북미에서는 가장 인기있는 4대 메이저 스포츠 리그 중의 하나이다.
NHL은 크게 동부 콘퍼런스와 서부 콘퍼런스로 나뉜다. 이 두 개의 군이 다시 각각 2개조(지구)로 분리되어 동부지구는 메트로폴리탄 디비전(Metropolitan Division)와 애틀랜틱 디비전(Atlantic Division)으로 구성되고, 서부지구는 센트럴 디비전(Central Division)와 퍼시픽 디비전(Pacific Division)으로 구성되어 있다.

## 국제 대회
국제 대회로는 세계선수권대회, 유럽선수권대회, 동계 올림픽이 있다. 1910년 제2회 유럽선수권대회에서 영국이 우승하였다. 세계선수권대회는 1924년 프랑스 샤모니에서 제 2 회 대회가 개최되었으며 캐나다가 우승하였다. 현재 세계선수권대회는 승강제 리그로 진행되어, 하위팀 1개 팀이 강등되는 식으로 진행된다.

## 리그

### 내셔널 하키 리그
1907년 북아메리카아이스하키연합(National Hockey Association)과 태평양연안아이스하키연합(Pacific Coast Hockey Association)이 탄생하여 1914년 양 리그의 챔피언이 플레이오프를 통해 우승자를 가린 것이 시초였다. 이후 제1차 세계대전으로 중단되었다가 전후인 1917년 미국•캐나다팀인 몬트리올 캐나디언스, 몬트리올 원더러스, 오타와 세너터스, 퀘벡 불도그스 4개팀이 정식으로 연맹을 결성하였다.
1926년에는 미국에서 스포츠의 급성장을 타고 큰 도시에 뉴욕 레인저스, 디트로이트 쿠거스, 시카고 블랙 호크스 등 구단이 창단되면서 10개팀으로 확대되었다. 이 시기에 오프사이드, 페널티 샷(penalty shot) 등 새로운 규정이 생기면서 리그가 점차 체계를 갖추기 시작하였고, 1940년에는 TV 중계를 실시하였다. 특히 수비 중심의 경기에서, 속도감 있고 화려한 스틱기술을 사용한 공격 중심의 경기내용으로 변화하면서 큰 인기를 끌었고 1940년대부터 1960년대까지 황금기를 맞았다. 한때 6팀으로 축소되기도 하였으나 건실한 리그 운영으로 1967년 12개 구단, 1979년 21개 구단으로 늘어났고 2009년 기준으는 총 30개 구단이 있다.
지역별로 동부 컨퍼런스 16개 구단과 서부 컨퍼런스 15개 구단으로 크게 나누고 각 콘퍼런스는 다시 2개 지구로 나뉘어 있다. 동부 컨퍼런스는 애틀랜틱 디비전(Atlantic Division)에 보스턴 브루인스, 버펄로 세이버스, 디트로이트 레드 윙스, 플로리다 팬더스, 카나디앵 드 몽레알, 오타와 세너터스, 탬파베이 라이트닝, 토론토 메이플 립스; 메트로폴리탄 디비전(Metropolitan Division)에 캐롤라이나 허리케인스, 콜럼버스 블루 재키츠, 뉴저지 데블스, 뉴욕 아이슬랜더스, 뉴욕 레인저스, 필라델피아 플라이어스, 피츠버그 펭귄스, 워싱턴 캐피털스가 속해 있다. 서부 컨퍼런스는 센트럴 디비전(Central Division)에 시카고 블랙호크스, 콜로라도 애벌란치, 댈러스 스타스, 미네소타 와일드, 내슈빌 프레더터스, 세인트루이스 블루스, 위니펙 제츠; 퍼시픽 디비전(Pacific Division)에 애너하임 덕스, 애리조나 카이오츠, 캘거리 플레임스, 에드몬턴 오일러스, 로스앤젤레스 킹스, 산호세 샤크스가, 밴쿠버 커낙스, 베이거스 골든 나이츠가 속해 있다.
각 구단당 82경기의 정규시즌을 마치면 플레이오프가 2개월간 벌어지는데, 이스턴콘퍼런스와 웨스턴콘퍼런스에서 각각 상위 8개팀씩 총 16개팀이 올라 처음부터 7전 4선승제의 라운드를 3회 실시한다. 각 콘퍼런스에서 우승한 2팀은 챔피언결정전인 스탠리컵에서 7전 4선승제로 우승 팀을 결정한다. 2020년 기준으로 캐나다팀인 카나디앵 드 몽레알가 가장 많은 24회의 우승을 차지하였다.
한국계 선수로는 짐 팩과 리처드 박이 있다.

### 콘티넨탈 하키 리그
콘티넨탈 하키 리그(러시아어: Континентальная Хоккейная Лига, КХЛ, 영어: Kontinental Hockey League, KHL)은 2008년에 러시아 수페르리가를 계승하여 창설된 유라시아의 프로 아이스하키 리그이며 세계에서 내셔널 아이스하키 리그 (NHL) 다음으로 가는 리그이다. 러시아,카자흐스탄,라트비아 팀등이 참여한다.

### 아시아리그 아이스하키
아시아리그 아이스하키(Asia League Ice Hockey, ALIH)는 대한민국과 일본, 중화인민공화국 등의 동아시아 지역을 기반으로 한 아시아 최초의 프로 통합 아이스하키 리그이다. 한중일 빙판 삼국지가 벌이는 아시아리그 아이스하키는 한국 세팀(안양 한라, 하이원, 대명 상무) 일본 네팀(오지 이글스, 일본제지 크레인스, 토호쿠 프리블레이즈, 닛코 아이스벅스) 중국 한팀(차이나 드레곤스) 등 총 8 팀이 매시즌 참가한다. 사무국은 일본 동경에 있다.
아시아 버전의 NHL(북미아이스하키리그)라고도 불리는 아시아리그 아이스하키는 지난 2003년 출범하여 지금까지 이어져 오고 있다. 지난 2009-2010 시즌에는 한국팀으로는 사상 처음으로 안양 한라가 우승하기도 했다.
대한민국에서는 대한아이스하키협회가 아이스하키 관련 행정을 담당하고 있다.

### 국내 아이스하키의 유래
대한민국에 처음으로 아이스하키가 소개된 것은 지난 1928년으로, 일본 도쿄 제국대학의 아이스하키팀이 만주에서 경기를 마치고 돌아가는 길에 용산 철도국의 초청으로 서울에 들러 국우회 아이스 링크에서 시범경기를 가지면서였다. 같은 해 경성제국대학과 철도국이 빙구부를 창설하고 시합을 한 것이 한국 최초의 경기로 기록되고 있다. 여자국가대표팀은 1998년 출범하였다.